# Francisco Cano
Francisco Cano était un conquistador qui a exploré le nord du Mexique à la recherche d'or au XVIe siècle.  Il établit la Nouvelle-Galice en 1568. 